# Paul-Émile Colin
Ne doit pas être confondu avec Paul Colin (affichiste).
Pour les articles homonymes, voir Paul Colin et Colin.

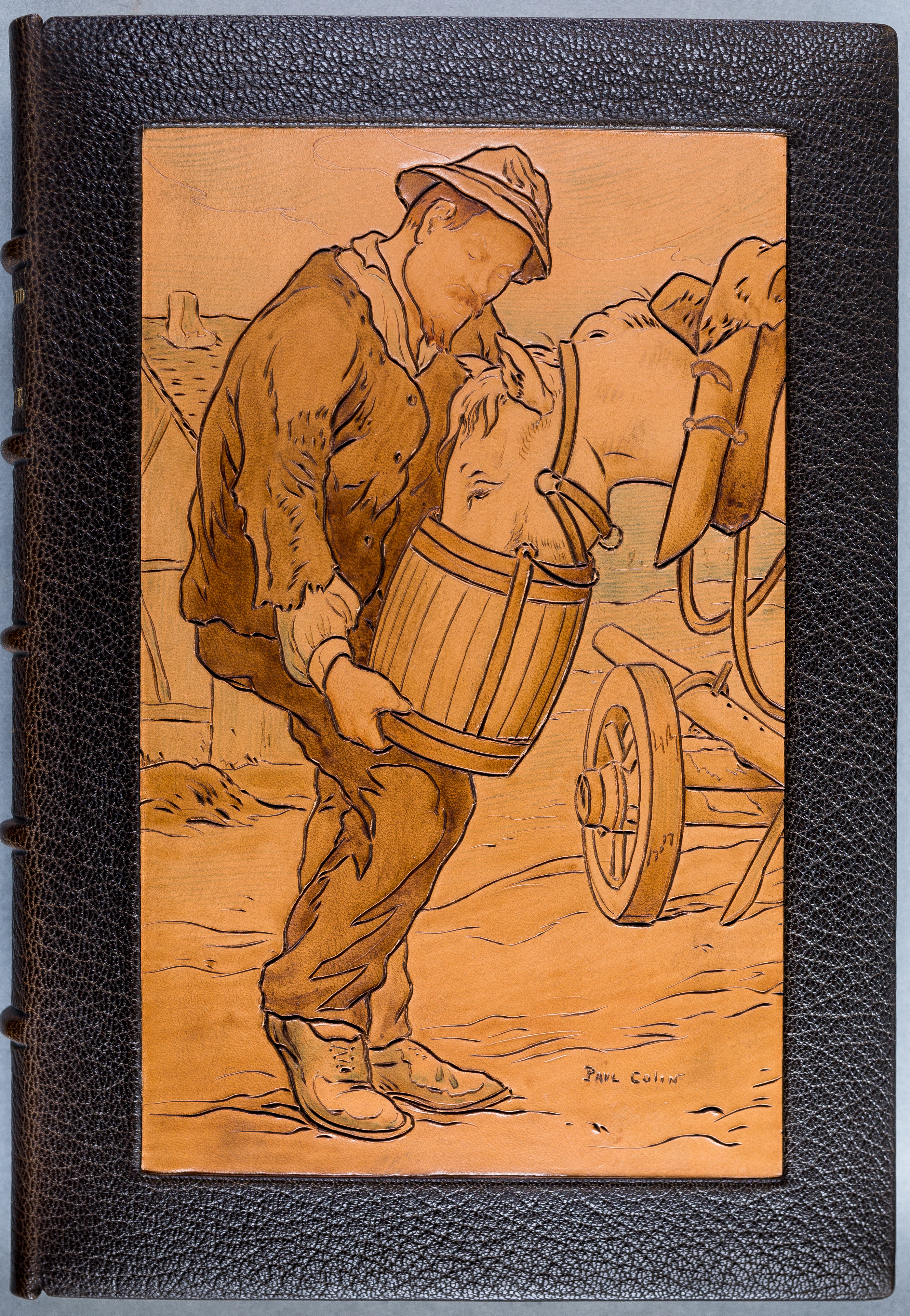
Cuir incisé par Paul-Emile Colin pour la reliure des Philippe, Bibliothèques de Nancy, Rés. 11 070

Paul-Émile Colin né le 16 août 1867 à Lunéville (Meurthe) et mort le 28 octobre 1949 à Bourg-la-Reine (Hauts-de-Seine) est un graveur et peintre français.

## Biographie
Issu d'une famille de paysans qui s'installe à Nancy alors qu'il n'a que trois ans, Paul-Émile Colin part étudier à Paris en 1887 à l'école des arts décoratifs et à l'Académie Colarossi. C'est à cette occasion qu'il fait la connaissance de Charles Filiger. Des problèmes de vue le font rapidement revenir à Nancy, où il se met à peindre en parallèle d'études de médecine. Il retourne à Paris à l'été 1890, puis rejoint Filiger à Pont-Aven où il rencontre Paul Gauguin et Meyer de Haan.
Il expose pour la première fois au Salon de Nancy de 1890, Un vieux voyeu, que l’Est Républicain rapproche de Raffaëlli, puis retourne à Paris pour y préparer une thèse de médecine. À partir de 1891, il met au point la technique de gravure au canif sur bois debout. Il présente au Salon Lorrain de 1892 deux aquarelles et le jury lui refuse d'exposer plus d'œuvres. Ses réalisations de 1890 à 1900 sont marquées par les innovations de l'école de Pont-Aven.
Il s'installe à Lagny-sur-Marne en 1894 pour y exercer la médecine — qu'il abandonnera définitivement en 1898, à la suite d'une dépression. Il se consacre alors à l'illustration de nombreux ouvrages : Les Philippe de Jules Renard, La Terre et l'Homme d'Anatole France, La Colline inspirée de Maurice Barrès ou les Histoires extraordinaires d'Edgar Allan Poe. Il reste très attaché à ses origines lorraines dont les paysages, les villages et leurs habitants continuent à inspirer son œuvre.
Colin est l'un des membres fondateurs de la Société de la gravure sur bois originale (SGBO) en 1911. Il en est le vice-président de 1920 à 1935. Noël Clément-Janin établit le répertoire de ses gravures en 1912 et Jules Rais une monographie fournie en 1913 pour la revue des Arts graphiques modernes.
Après la Première Guerre mondiale, Colin poursuit son œuvre gravé d'illustrateur et se consacre davantage à la peinture. 

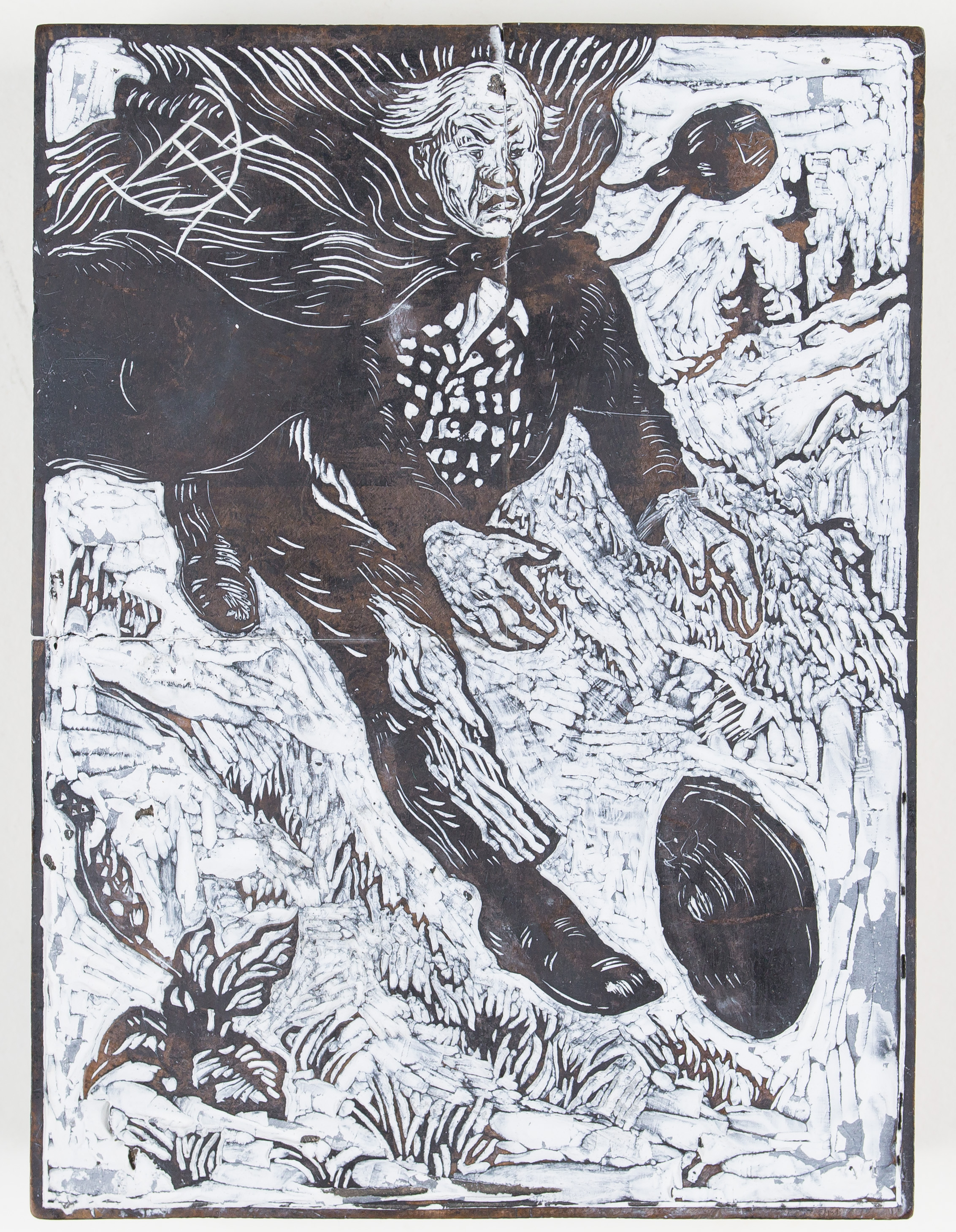
Matrice en bois pour l’œuvre L'homme au chapeau, 1905, 123 x 92 mm, Bibliothèques de Nancy

À partir de 1920, il voyage en Italie, en Sicile, en Espagne, au Portugal et au Maroc. Ces visites sont la source d'inspiration de sa nouvelle approche de la couleur.

## Œuvre
Paul-Émile Colin a illustré de nombreux ouvrages d'Émile Zola, de Maurice Barrès, Georges Duhamel, Anatole France, Rudyard Kipling, Hippolyte Taine, Jean Yole, etc. Tous ces livres sont illustrés de bois, principalement en noir. Un seul livre est illustré par des bois en couleurs : Poèmes de France et d'Italie de Pierre de Nolhac en 1923, et un seul est illustré d'aquarelles : Séductions italiennes, de Clément-Janin, en 1929.
À partir de 1929, il ne participera plus qu'exceptionnellement à des publications d'autres éditeurs. Il s'éditera lui-même, à l'enseigne de Paul-Émile Colin, au Bourg-La-Reine.
Son œuvre gravé est important, plus de 1700 œuvres. Il a réalisé des gravures sur bois mais aussi de très nombreuses gravures sur métal (eaux-fortes et burin). Sa production gravée s'étale de 1893 à 1947.
De nombreuses institutions publiques conservent de ses œuvres : l'INHA (Institut National d'Histoire de l'Art) qui conserve une collection importante de plus d'un millier d’œuvres, la bibliothèque Nationale de France, le musée du château de Lunéville, le musée de Lagny-sur-Marne, le Musée Lorrain de Nancy, le musée des Beaux-Arts de Nancy et la Bibliothèque Stanislas de Nancy.
Le musée des Beaux-Arts de Nancy conserve de lui le tableau Trois bergers sous la lune, ainsi qu'un important fonds de gravures,.

### Ouvrages illustrés
- Les Philippe, de Jules Renard, 101 bois dont les hors-texte en camaieu, Éditions d'art Édouard Pelletan, 1907.
- Les Poèmes du souvenir, d’Anatole France, 26 gravures, avec Pierre-Eugène Vibert, Éditions d'art Édouard Pelletan, 1910.
- Marie-Claire, de Marguerite Audoux, 21 gravures sur bois, Paris, Arthème Fayard & Cie, Collection « Le Livre de demain ».
- Germinal, d'Émile Zola, 120 exemplaires, Paris, Les Cent Bibliophiles, 1912.
- Dix aspects de la Lorraine, texte de Maurice Barrès, 10 gravures sur bois in-folio, 60 exemplaires, Paris, Éditions d'art Édouard Pelletan, 1912.
- La Colline inspirée, de Maurice Barrès, gravures sur bois, Paris, Éditions d'art Édouard Pelletan, 1915.
- La Pierre d'Horeb, de Georges Duhamel, gravures sur bois, Paris, Éditions d'art Manuel Bruker, 1927.
- La Colombe meurtrie, de Lucien Graux, gravures sur bois, Paris, Léon Pichon, 1927.